# Vladyslav Kabayev
Vladyslav Kabayev (Odesa, 1 de septiembre de 1995) es un futbolista ucraniano que juega en la demarcación de delantero para el F. C. Dinamo de Kiev de la Liga Premier de Ucrania.

## Selección nacional
Tras jugar en las categorías inferiores de la selección finalmente el 7 de septiembre de 2024 hizo su debut con la selección de Ucrania en un partido de la Liga de Naciones de la UEFA 2024-25 contra Albania que finalizó con un resultado de 1-2 a favor del combinado albano tras el gol de Yukhym Konoplya para Ucrania, y de Ardian Ismajli y Jasir Asani para Albania.

## Clubes
| Club                    | País    | Año       | Partidos | Goles |
| ----------------------- | ------- | --------- | -------- | ----- |
| FC Chornomorets-2 Odesa | Ucrania | 2011      | 5        | 0     |
| FC Chornomorets Odesa   | Ucrania | 2011-2017 | 55       | 2     |
| FC Zoryá Lugansk        | Ucrania | 2017-2022 | 129      | 10    |
| F. C. Dinamo de Kiev    | Ucrania | 2022-     | 101      | 9     |

## Palmarés

### Títulos nacionales
| Título                  | Club                 | País    | Año  |
| ----------------------- | -------------------- | ------- | ---- |
| Liga Premier de Ucrania | F. C. Dinamo de Kiev | Ucrania | 2025 |